# Чіхая-Акасака
Чіха́я-Акаса́ка (яп. 千早赤阪村, ちはやあかさかむら, МФА: [t͡ɕihaja akasaka muɾa]?) — село в Японії, в повіті Мінамі-Кавачі префектури Осака.   Площа становить 37,38 км². Станом на 1 липня 2012 року населення складало 5798  осіб, густота населення — 155 осіб/км².   В населеному пункті розташовані руїни замку Акасака, центр повстання Кусунокі Масашіґе, одного з національних героїв Японії.

## Демографія
Згідно з даними перепису населення Японії, населення Чіхая-Акасака активно зменшується з 90-х років. Станом на 1 жовтня 2020 року населення складало 4909 осіб, з яких чоловіків — 2319 осіб, жінок — 2590 осіб. Густота населення — 131,6 осіб/км².